# Malik Berthelsen
Malik Berthelsen (født 1978) er en grønlandsk politiker som politisk tilhører partiet Siumut. Han har været borgmester i Qeqqata Kommune siden 2017 og var medlem af Grønlands parlament fra 2009 til 2013.

## Politisk karriere
I 2005 stillede han op til kommunalvalget for Siumut i Sisimiut Kommune. Da han selv ville stemme, blev det opdaget, at han ikke stod på valglisten, fordi han havde været på sprogkursus i Danmark og var returneret til Sisimiut en uge for sent til opfylde en regel om, at man skal have boet i Grønland i seks måneder før valget for at have stemmeret. Selvom Malik Berthelsen fik tredjeflest stemmer af alle kandidater, fik han ikke lov til at blive medlem af kommunalbestyrelsen, fordi han heller ikke var valgbar. Hans stemmer blev i første tilskrevet partiet, hvilket oppositionen klagede over, da de ønskede at få stemmerne erklæret ugyldige. I første omgang fastholdt Valgnævnet beslutningen, men i anden omgang besluttede det, at valget skulle gå om, og at Malik Berthelsen ikke måtte deltage.
Han stillede derefter op til parlamentsvalget i 2009 og blev valgt til Grønlands parlament, Inatsisartut. Han stillede ikke op igen i 2013.  Han gjorde politisk comeback ved kommunalvalget i 2017 og fik flest stemmer til sit parti i Qeqqata Kommune og blev efterfølgende valgt til borgmester. Han blev genvalgt med stort flertal ved kommunalvalget i 2021.

## Erhverv og privatliv
Malik Berthelsen har to børn med Kamilla Jensen. Han drev en møbelforretning og et pizzeria i Sisimiut i 2005. Efter han udtrådte af Inatsisartut, drev han bl.a. en pølsevogn, en isbod og et taxiselskab i Sisimiut. Han bortforpagtede selvskaberne da han blev borgmester i 2017.